# 빨간씬벵이
빨간씬벵이는 씬벵이과에 속하며 학명은 Antennarius striatus이다. 작은 물고기로 몸길이는 최대 22cm이다. 몸이 뭉뚝하고 가슴은 불룩하여 볼품이 없다. 피부에 작은 가시가 빽빽하고 입은 위를 향하고 있다. 가슴지느러미와 배지느러미가 짧아서 바다 밑을 기기에 적합하다. 청회색 또는 붉은빛을 띤다. 한국과 일본에 많이 분포하는데 개체 변화의 연구재료로서 중요하다. 하지만 식용으로 먹지는 않는다.